# Dom Rycerstwa w Sztokholmie
Dom Rycerstwa (szw. Riddarhuset) – budynek w Sztokholmie na Gamla stan, miejsce obrad stanu arystokratycznego – jednego z czterech reprezentowanych w szwedzkim parlamencie stanowym (Ståndsriksdagen) istniejącym w latach 1435–1866. 

## Historia
Sam budynek został zbudowany według projektu, który przygotował urodzony we Francji architekt Simon De la Vallée. Simon został jednak zabity przez szwedzkiego szlachcica w 1642 roku. Prace ukończył więc jego syn Jean w 1660. Jest on przykład holenderskiego baroku pod względem kształtu jak i kolorystyki. 

## Budynek
Na północnej fasadzie, nad wejściem umieszczono motto: Arte et Marte (Sztuka i wojna), po którego bokach znajdują się posągi bogini sztuki i nauki – Minerwy i boga wojny – Marsa. Rzeźby na dachu symbolizują cnoty rycerskie: Nobilitas (Szlachetność), Studium (Pilność), Valor (Odwaga), Honor, Prudentia (Rozwaga) i Furtitudo (Siła). We wnętrzu znajdują się schody prowadzące do Sali Rycerskiej, a tam można zobaczyć plafon Davida Klöckera Ehrenstrahla oraz rzeźbione hebanowe krzesło z 1623 roku. Na ścianach widnieje 2320 herbów.